# Lates microlepis
Lates microlepis ist ein im ostafrikanischen Tanganjikasee, sowie im Lukuga, dem Abfluss des Tanganjikasees zum Kongo, lebender Raubfisch aus der Unterfamilie der Riesenbarsche (Latinae).

## Merkmale
Lates microlepis wird maximal 93 cm lang und kann ein Maximalgewicht von 8,3 kg erreichen. Lates microlepis hat eine typische Riesenbarschgestalt mit einem hohen Rumpf, zwei getrennten Rückenflossen und einen abgeflachten Kopf mit breitem Maul. Die Schwanzflosse ist leicht eingebuchtet. Jungfische sind von goldgelber Grundfarbe, ihre Schwanzflosse ist gepunktet. Adulte Fische sind silbrig.

## Lebensweise
Lates microlepis lebt als Jungfisch bis zu einer Länge von etwa 18 cm eher küstennah, zwischen Wasserpflanzen und in Flussmündungen, als ausgewachsener Raubfisch pelagisch im offenen Wasser. Er ernährt sich piscivor vor allem vom dort endemischen Hering Stolothrissa tanganicae.

## Gefährdung
Der Bestand von Lates microlepis ist wegen Überfischung in den letzten 20 Jahren um mehr als 50 % zurückgegangen und wird von der IUCN als stark gefährdet (Endangered) eingeschätzt. 

## Belege
1. ↑  Sven O. Kullander und Tyson R. Roberts: Out of Lake Tanganyika: endemic lake fishes inhabit rapids of the Lukuga River. Ichthyol. Explor. Freshwaters, Vol. 22, No. 4, Dezember 2011© 2011 by Verlag Dr. Friedrich Pfeil, München, Germany – ISSN 0936-9902